# Stereo MCs
Stereo MCs é um grupo de hip hop britânico. Seus integrantes são: "The Head" (nome verdadeiro: Nick Hallam) nascido em 11 de Junho de 1960 em Nottingham, Inglaterra, e "Rob B" (nome verdadeiro: Robert Charles Birch) nascido em 11 de Junho de 1961 em Ruddington, Nottinghamshire, Inglaterra.
O duo inicialmente montou um estúdio de gravação, chamado Gee Street. Durante um de seus trabalhos, decidiu gravar o seu primeiro álbum, 33-45-78, junto com DJ Cesare e a vocalista Cath Coffey. No ano seguinte, a música Elevate my Mind foi o primeiro sucesso de hip hop inglês na parada de sucessos norte-americana.
Os Stereo MCs trabalharam no remix da música Frozen de Madonna.
A banda ficou famosa no Brasil em 1993, com os sucessos 'Step It Up' e 'Connected', gravadas um ano antes, fazendo muito sucesso e sendo tocado nas rádios de todo o país. A canção "Step It up" fez parte da trilha sonora internacional da novela Olho no Olho da Rede Globo, exibida entre 1993/1994, como tema do personagem "Fred", interpretado por Nico Puig. Ambas fazem parte do álbum Connected de 1992.
-Formação: Rob B, Cath Coffey, Vernoa Davis, Andrea Groves, Owen If, The Head.

Álbum "Olho no Olho Internacional", no qual a canção Step it Up esteve inclusa.

## Discografia
- 33-45-78 (1989)
- Supernatural (1990)
- Connected (1992)
- DJ-Kicks: Stereo MCs (mixado pelos Stereo MCs) (2000)
- Deep Down And Dirty (2001)
- Retroactive (2003)
- Paradise (2005)
- Emperor's Nightingale (2011)